# Saint-Prix, Ardèche
Saint-Prix là một xã ở tỉnh Ardèche, vùng Auvergne-Rhône-Alpes ở đông nam nước Pháp.